# Oakville Township (Missouri)
Die Oakville Township ist eine von 28 Townships im St. Louis County im Osten des US-amerikanischen Bundesstaates Missouri und Bestandteil der Metropolregion Greater St. Louis. Das U.S. Census Bureau hat bei der Volkszählung 2020 eine Einwohnerzahl von 36.927 ermittelt.

## Geografie
Die Oakville Township liegt im südlichen Vorortbereich von St. Louis am Mississippi, der die Grenze zu Illinois bildet.
Die Oakville Township liegt auf 38° 27′ N, 90° 19′ W und erstreckt sich über 48,7 km², die sich auf 43 km² Land- und 5,7 km² Wasserfläche verteilen.
Die Oakville Township liegt im äußersten Südosten des St. Louis County und grenzt im Osten und Südosten – getrennt durch den Mississippi – an das St. Clair County in Illinois. Im Süden und Südwesten grenzt die Township an das Jefferson County. Innerhalb des St. Louis County grenzt die Oakville Township im Nordwesten an die Tesson Ferry Township sowie im Norden an die Lemay Township.

## Verkehr

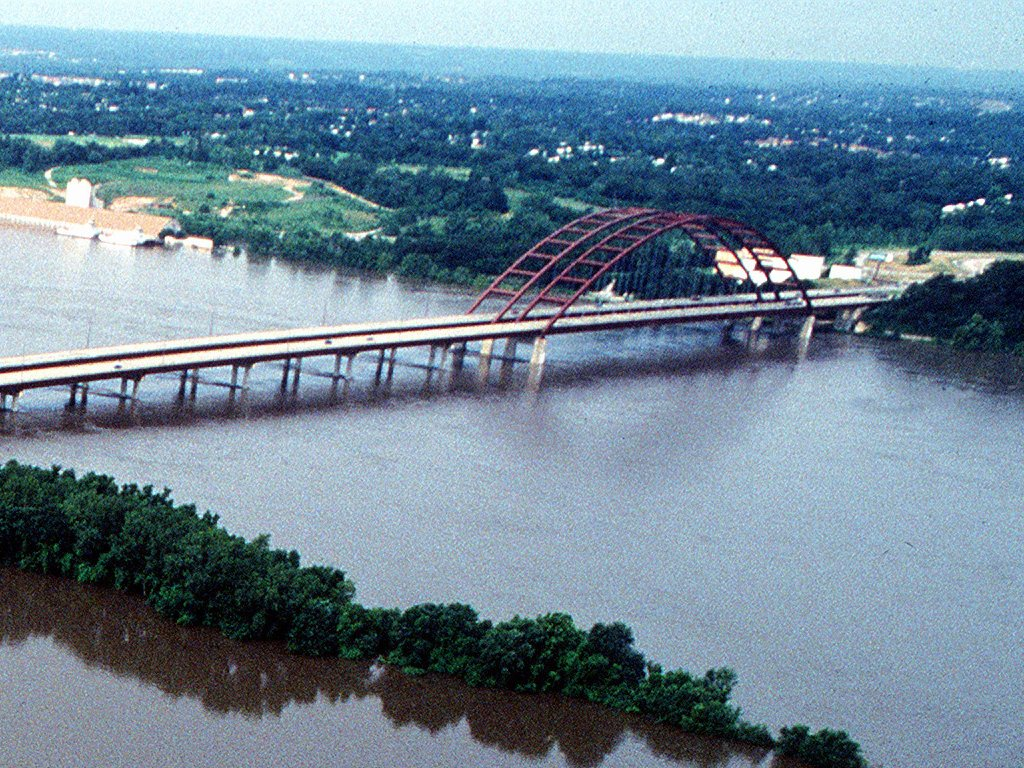
Jefferson Barracks Bridge

Über die Jefferson Barracks Bridge gelangt die Interstate 255 von Illinois nach Missouri und bildet dort die nördliche Grenze der Oakville Township. Zwischen dem Mississippi und der westlichen Grenze der Township verläuft die Missouri State Route 231. Bei allen weiteren Straßen innerhalb der Township handelt es sich um innerstädtische Verbindungsstraßen.
Entlang des rechten Mississippiufers verläuft eine Eisenbahnlinie der Union Pacific Railroad, die auch von den Personenfernzügen von Amtrak genutzt wird. An der westlichen Grenze der Township verläuft parallel eine Strecke der BNSF Railway.

Der Lambert-Saint Louis International Airport liegt rund 45 km nördlich der Oakville Township.

## Demografische Daten
Nach der Volkszählung im Jahr 2010 lebten in der Oakville Township 36.828 Menschen in 14.189 Haushalten. Die Bevölkerungsdichte betrug 856,5 Einwohner pro Quadratkilometer. In den 14.189 Haushalten lebten statistisch je 2,58 Personen.
Ethnisch betrachtet setzte sich die Bevölkerung zusammen aus 96,0 Prozent Weißen, 0,8 Prozent Afroamerikanern, 0,1 Prozent amerikanischen Ureinwohnern, 1,7 Prozent Asiaten sowie 0,3 Prozent aus anderen ethnischen Gruppen; 1,1 Prozent stammten von zwei oder mehr Ethnien ab. Unabhängig von der ethnischen Zugehörigkeit waren 1,5 Prozent der Bevölkerung spanischer oder lateinamerikanischer Abstammung.
22,5 Prozent der Bevölkerung waren unter 18 Jahre alt, 62,9 Prozent waren zwischen 18 und 64 und 14,6 Prozent waren 65 Jahre oder älter. 51,0 Prozent der Bevölkerung war weiblich.
Das mittlere jährliche Einkommen eines Haushalts lag bei 73.552 USD. Das Pro-Kopf-Einkommen betrug 34.178 USD. 2,5 Prozent der Einwohner lebten unterhalb der Armutsgrenze.

## Ortschaften
Neben geringer Streubesiedlung lebt der größte Teil der Bevölkerung der Oakville Township in Oakville, einer Siedlung auf gemeindefreiem Gebiet, die zu statistischen Zwecken als Census-designated place (CDP) geführt wird.